# Pasquale Libertini
Pasquale Gesualdo Francesco di Paola Giacomo Gaetano Carmelo Libertini, Nobile dei baroni di San Marco Lo Vecchio e dei marchesi di Gravina (Caltagirone, 9 novembre 1856 – Catania, 4 giugno 1940) è stato un imprenditore e politico italiano, fratello del senatore Gesualdo Libertini.

## Biografia
Tipico esponente della nobiltà latifondista ed agraria siciliana, proprietario di vasti appezzamenti di terreno abbandonati in gran parte alle paludi, in minima parte malamente condotti con la mezzadria, trascorre gran parte della sua vita godendosi le rendite provenienti dalle sue proprietà, senza esercitare alcuna vera attività. Con l'avvento del fascismo e i proclami di Mussolini sulla lotta per le bonifiche si impegna in prima persona per salvaguardare gli interessi feudali tipici del latifondo, limitando gli espropri e garantendosi al contempo quote di indennità superiori al valore delle terre cedute. Il suo nome è ricordato principalmente per il villaggio rurale di Libertinia, realizzato tra il 1927 e il 1930 dotato di "una scuola con abitazione per  l'insegnante, una chiesa, l'ufficio postale, un negozio per la vendita di generi alimentari, forni e concimaie; caserma per alloggio dei carabinieri, costruzione per un ambulatorio antimalarico". 